# スクロールロック
スクロールロック（英: Scroll Lock）は、コンピュータ用のキーボードのキーの一つ。スクロールのロックに使用される。

## 概要
スクロールロックは現在のコンピュータ用キーボードの大半に搭載されており、キーボード上にオン・オフの状態が判るランプが付いているものもある。しかし現在ではこのキーはあまり使われず、特定のソフトウェアのみが使用している。
スクロールロック(Scroll lock)の略記は、「Scroll Lk」、「Scr Lk」などがある。

## 歴史
スクロールロックは、初期のパーソナルコンピュータやワークステーションのほとんどでは搭載していなかったが、オリジナルのIBM PCから搭載された 。本来の用途はカーソルキーの動作の拡張だった。スクロールロックのモード状態がオンの時は、カーソルの位置を移動しないまま、カーソルキーでスクロールすることができた。この用途では、スクロールロックは一種の修飾キーでもあり、またキャップスロック(Caps Lock)などの状態（オン・オフ）を持つトグル方式のキーの1つでもあった。

## 用途

### 主な用途
現在は、この本来の用途で使われることはまれだが、いくつかの現在のアプリケーションプログラムは現在でもこの動作を使用している。
Microsoft Excel 、Lotus Notes、Forté Agentなどでは、表の中でセルを選択（アクティブ）にしてからスクロールロックをオンにすると、カーソルキーなどでスクロールを行っても、セルの選択（アクティブなセル）が移動しない。つまり現在のグラフィカルユーザインタフェース環境におけるスクロールバー操作やマウスホイールと同じ事が、キーボードだけでできる。
スクロールロックは現在では使用頻度が低いため、不要とみなされる場合もあり、スクロールロックを搭載しないキーボードもある  。またXfceなどのLinux用のいくつかの軽量デスクトップ環境では、スクロールロックを全くサポートしておらず、キーを押してもインジケーターが点灯しない。。
使用頻度が少ないため、ファンクションキーとして割り当てているソフトや、CPUの切り替えキーとして利用するKVMスイッチがある。
ノートパソコンなどでは、スペースの節約のために、Fnキーなどと同時に押すことでスクロールロックを押すことができる機種もある。